# ことら送金
ことら送金（ことらそうきん）は、株式会社ことらが提供する、スマホアプリを用いた個人向けの送金サービスである。相手の電話番号やメールアドレスを入力することで、1回あたり最大10万円を送金できる。2023年8月時点で、207行の金融機関で利用できる。「ことら」は少額送金を表す「小口トランスファー」に由来する。

## 沿革
2020年にことら送金の構想と株式会社ことらの設立が発表された。その2年後の2022年（令和4年）10月11日にサービスの提供を開始。この時点での対応金融機関の数は20行であった。2023年2月に累計送金額が120億円を突破したと発表。2023年4月に新たに18行が対応し対応金融機関の数は49先となった。2023年8月には207先の金融機関に対応し、累計送金額が1000億円を突破したと発表。

## サービスの利用

### ことら送金
ことら送金に対応したアプリまたは金融機関が独自で提供するアプリにおいて、相手の電話番号やメールアドレスを入力することで送金できる。1回あたりの上限額は10万円。手数料は各事業者が定めるが、2023年8月時点で対応している207先の金融機関においては無料で利用できる。

#### ことら送金に対応したアプリの例
J-Coin Pay、Bank Pay、Wallet+など

#### 金融機関が独自で提供するアプリの例
三井住友銀行アプリ、みんなの銀行、どうぎんアプリ（北海道銀行）など

#### 利用状況
2022年10月～12月の利用件数は18.2万件、2023年1月～3月の利用件数は60.6万件であった。
また、累計送金額は5223億円 送金件数は1369万件（24年8月末時点）突破している。

#### 利用場面
給与の受取口座から他の口座への送金、親子間の仕送りや割り勘などの場面での利用が想定されている。

#### 対応金融機関
2025年2月時点で、415先の金融機関がことら送金に対応している。

### ことら税公金
スマートフォンで地方税統一QRコードを読み取ることで税公金を納付できるサービス。